# Zsuzsanna Budapest
Mokcsay Emese Zsuzsanna (Budapest, 1940. január 30. –) magyar származású amerikai író, aktivista, újságíró és dalszerző, aki feminista spiritualitás és a boszorkányság témakörében írt Zsuzsanna Budapest vagy röviden Z. Budapest álnéven.
Ő az alapítója a Susan B. Anthony 1. számú kovenének, amelyet 1971-ben hozott létre. Ez volt az első csak női boszorkányokat magába foglaló koven (boszorkánykör). Ő alapította a feminista Dianikus Wiccát is, amely szintén csak nőket vett fel.
Egy nonprofit szervezet, a Nők Spirituális Fóruma (Women's Spirituality Forum) alapítója és vezetője. A kaliforniai kábeltévé 13th Heaven (13. mennyország) című műsorát vezette hét évig. Több dal szerzője, köztük a "We All Come From the Goddess" (Mindannyian az Istennőből jövünk).

## Élete

### Fiatal évei
Anyja, Szilágyi Mária, médium keramikus, szobrász volt. Amikor az 1956-os forradalom kitört, elhagyta Magyarországot. Innsbruckban végezte el a középiskolát, majd ösztöndíjat nyert a Bécsi Egyetemre, ahol nyelveket tanult.
Vőlegényével, Tamással 1959-ben kivándorolt az Egyesült Államokba, ahol megszerezte a Chicagói Egyetem ösztöndíját, és a "The Second City" (második városban) tanult, egy improvizációs színművészeti iskolában. Amerikába érkezésük után nem sokkal összeházasodtak a vőlegényével és két fiuk született, László és Gábor.
1964-ben New Yorkba, Long Islandre költöztek. 1970-ben elvált a férjétől. Rájött, hogy leszbikus, és a szavaival fogalmazva úgy döntött, hogy ezután kerüli a férfi és nő közötti kettősséget.

### Kaliforniában
1970-ben New Yorkból Los Angelesbe költözött, ahol a feminista mozgalom aktivistája lett. Susan B. Anthony 1. számú kovenének, a csak női boszorkányok szövetségének alapítója és főpapnője lett.
A 70-es években létrehozta a Dianikus Wicca nevű irányzatot, amely csupán nőket engedett a köreibe és kizárólag az istenség női aspektusát tisztelik. (A nevét Diana római holdistennőről kapta.) 1976-ban megírta Az Árnyak és fények feminista könyvét (The Feminist Book of Lights and Shadows) című művét, amely a Diánikus Wicca központi szövegévé vált.
Nagy szerepe volt az Anti-Rape Squad létrehozásában és a Take Back the Night Movement nevű feminista mozgalomnak Dél-Kaliforniában.
1975-ben letartóztatták a Los Angeles-i (Venice-i) ezoterikus könyvesboltjában, miután egy titkosrendőrnek jósolt. Pénzbírságot és próbaidőt kapott. Kicsit később eltörölték az efféle régi törvényeket.
A Los Angeles-i szmog miatt az 1980-as évek elején eladta boltját, kovenjét pedig egy másik papnőre hagyta. A San Francisco melletti Oaklandbe költözött, ahol egy új kovent alapított és médiaszemélyiségként kezdett el dolgozni. A 80-as években létrehozta a 13th Heaven (13. mennyország) című TV-műsort, amely a helyi kábeltévén hét évig futott.
2019-ben Közép-Kaliforniában, a San José melletti Santa Cruz közelében él.

## Művei
- The Feminist Book of Lights and Shadows, (1975) Feminist Wicca, Luna Publications
- The Holy Book of Women's Mysteries: Feminist Witchcraft, Goddess Rituals, Spellcasting and Other Womanly Arts (1989) Wingbow Press ISBN 0-914728-67-9, ISBN 978-0-914728-67-2
- The Grandmother of Time: A Woman's Book of Celebrations, Spells, and Sacred Objects for Every Month of the Year, (1989) HarperOne ISBN 0-06-250109-7, ISBN 978-0-06-250109-7
- Grandmother Moon: Lunar Magic in Our Lives—Spells, Rituals, Goddesses, Legends, and Emotions Under the Moon (1991) HarperSanFrancisco ISBN 0-06-250114-3
- Grandmother Moon (2011) Amazon CreateSpace  ISBN 1460911407 / ISBN 9781460911402
- The Goddess in the Office: A Personal Energy Guide for the Spiritual Warrior at Work (1993) HarperOne ISBN 0-06-250087-2, ISBN 978-0-06-250087-8
- Goddess Gets to Work (2012) Amazon CreateSpace  ISBN 1477589546 / ISBN 9781477589540
- The Goddess in the Bedroom: A Passionate Woman's Guide to Celebrating Sexuality Every Night of the Week (1995) HarperSanFrancisco ISBN 0-06-251186-6, ISBN 978-0-06-251186-7
- Summoning the Fates: A Woman's Guide to Destiny (1999) Three Rivers Press ISBN 0-609-80277-1, ISBN 978-0-609-80277-9
- Summoning the Fates: A Guide to Destiny and Sacred Transformation (2013) Amazon CreateSpace  ISBN 1492150886 / ISBN 9781492150886
- Celestial Wisdom for Every Year of Your Life: Discover the Hidden Meaning of Your Age  (with Diana Paxson) (2003) Weiser Books ISBN 1-57863-282-X, ISBN 978-1-57863-282-4
- Rasta Dogs (2003) Xlibris Corporation ISBN 1-4010-9308-6, ISBN 978-1-4010-9308-2
- Selene, the Most Famous Bull-Leaper on Earth (1976) Diana Press ISBN 0-88447-010-5
- Selene, the Most Famous Bull-Leaper on Earth (2011) Amazon CreateSpace  ISBN 1460999347 / ISBN 9781460999349
- Z's Easy Tarot (2012) Amazon CreateSpace  ISBN 1479128090 / ISBN 9781479128099
- My Dark Sordid Past As A Heterosexual (2014) Amazon CreateSpace  ISBN 1500988901 / ISBN 9781500988906

### Magyarul
- A sors istennői. Lelki teendők életünk fordulópontjain; ford. Csáky Ida; Édesvíz, Bp., 2004

## Filmográfia
- The Occult Experience 1987 Cinetel Productions Ltd (released on VHS by Sony/Columbia-Tristar August 5, 1992)
- Gathering the Goddess, a documentary of her first festival (in south central Texas) DVD-R Amazon CreateSpace Title #306207
- Gathering the Goddess (held in LaHonda, California) In Development
- Z Budapest's Goddess Kits: Sex & Goddess DVD-R Amazon CreateSpace Title #306094

## Fordítás
- Ez a szócikk részben vagy egészben  a   Zsuzsanna Budapest című angol Wikipédia-szócikk fordításán alapul.  Az eredeti cikk szerkesztőit annak laptörténete sorolja fel. Ez a jelzés csupán a megfogalmazás eredetét és a szerzői jogokat jelzi, nem szolgál a cikkben szereplő információk forrásmegjelöléseként.